# Ante Erceg
Ante Erceg (Split, 12. prosinca 1989.) hrvatski je nogometaš koji igra na pozicijinapadača. Trenutačno igra za Goricu.

## Omladinske godine
Ante Erceg je u Splitovoj omladinskoj nogometnoj školi prošao sve uzraste, od početnika do juniora. 
Kao junior, u sezoni 2007./08. bio je proglašen za najboljeg igrača, te je brzo prekomandiran u Splitovu seniorsku momčad. 

## Igračka karijera
U svojoj prvoj seniorskoj sezoni odmah je odigrao zapaženu ulogu. Nije trebalo dugo da Erceg postane najveći miljenik Splitovih poklonika, pa mu je Udruga navijača Splita Crveni đavoli dodijelila tada novoustanovljenu nagradu za najborbenijeg igrača Splitski dišpet. Također, svojevrsno navijačko priznanje Ercegu na zalaganju i borbenosti je bio i intervju s njim u drugom broju navijačkih novina Crveni đavoli. Uglavnom igra na mjestu veznog igrača.
U dijelu sezone 2009./10. nakratko je otišao na posudbu u sinjskog Junaka, gdje se zadržao vrlo kratko. Već na početku priprema za sezonu 2010./11. našao se opet među splitskim Crvenima s Parka mladeži.
U lipnju 2016. godine je Erceg potpisao dvogodišnji ugovor sa splitskim Hajdukom. Prije Hajduka je hrvatski veznjak proveo šest mjeseci u turskom Balıkesirsporu, gdje je došao sa slobodnim papirima nakon što je se razišao s RNK Splitom.
Za Hajduk je potpisao u ljeto 2016. godine, a debitirao je 17. srpnja 2016. godine u gostima kod Cibalije gdje je odigrao prvo poluvrijeme. Dana 26. srpnja 2017. godine Hajduk je na svojim službenim stranicama objavio da je potpisao novi, trogodišnji ugovor s Ercegom. Dobitnik je nagrade Hajdučko srce za sezonu 2016./17.
Dana 6. lipnja 2018. godine Brøndby je preko svojih službenih stranica objavio da je doveo Ercega s kojim je potpisao četverogodišnji ugovor. Nakon dobro odrađenih priprema na kojima je zabio četiri pogotka, u svom prvom službenom nastupu za Brøndby, u prvom kolu danskog prvenstva, zabija i asistira u 2:0 pobjedi na gostovanju kod Randersa.
Statistika u Hajduku
| Natjecanje        | Nastupi | Zgoditci |
| ----------------- | ------- | -------- |
| Prvenstvo         | 44      | 20       |
| Kup               | 5       | 2        |
| Superkup          | 0       | 0        |
| Međunarodne       | 7       | 4        |
| Splitski podsavez | 0       | 0        |
| Ukupno            | 56      | 26       |
| Prijateljske      | 12      | 7        |
| Sveukupno         | 68      | 33       |

## Vanjske poveznice
- Profil, Soccerway (engl.)
- Profil, Transfermarkt (engl.)